# Looker Studio
Looker Studio,  anteriormente Google Data Studio,     es una herramienta en línea para convertir datos en informes y paneles informativos personalizables.  Google anunció Looker Studio el 15 de marzo de 2016  como parte de la suite empresarial Google Analytics 360, y en mayo de 2016 estuvo disponible una versión gratuita para individuos y equipos pequeños.